# Harman International Industries
Harman International Industries — американская компания, которая проектирует и разрабатывает продукцию, связанную с электроникой. Расположение главного офиса — Стэмфорд (Коннектикут, США). Harman заключает крупные сделки в Северной и Южной Америке, Европе и Азии, продавая свою продукцию под множеством брендов: AKG, AMX, Crown Audio, Harman/Kardon, Infinity, JBL, Lexicon, Mark Levinson, Martin, Revel, Soundcraft, Studer и других.
С 11 марта 2017 года Harman является дочерней компанией Samsung Electronics.

## История
Инженеры Сидней Харман (англ. Sidney Harman) и Бернард Кардон основали предшественника Harman International — Harman/Kardon. В 1953 году они работали в Bogen Company, которая тогда была ведущим производителем акустических систем связи общего пользования. Харман купил долю своего партнёра в 1956 году.
14 ноября 2016 года Harman заключила соглашение по вхождению в состав южнокорейской компании Samsung Electronics за $8 млрд.
В декабре 2016 года Harman инвестировала в стартап, который производит проекционные дисплеи, расположенные перед лобовыми стёклами автомобилей, что сигнализирует о новой области, которую она планирует исследовать под управлением Samsung.
В феврале 2017 года акционеры Harman проголосовали за вхождение в компанию Samsung Electronics.
11 марта 2017 года приобретение было завершено и Harman стала независимым подразделением в составе Samsung.

## Бренды
- AIR — кроссплатформенная среда для создания настольных и мобильных приложений[6]
- AKG — микрофоны / наушники
- AMX — устройства контроля и перераспределения видеопотоков
- Arcam[7] — Hi-Fi аудиокомпоненты и усилители
- Becker — автомобильная аудиотехника
- BSS Audio — обработка сигналов
- Crown — усилитель низкой частоты
- dbx — сигнальные процессоры
- DigiTech — продукция для гитар
- HardWire — части для гитар
- HiQnet — беспроводное аудио на основе Ethernet
- Harman/Kardon — домашнее и автомобильное аудио
- Infinity — акустические системы для дома и автомобиля
- JBL — акустические системы и усилители для дома и автомобиля, профессионалов и студий; также подразделение компании занимается производством портативной акустики
- Lexicon — цифровая обработка
- Mark Levinson — аудио для дома и автомобиля
- Martin — архитектурное и сценическое освещение, а также аксессуары для визуальных эффектов
- Revel — акустические системы для дома и автомобиля
- Selenium — домашние, машинные и профессиональные динамики, усилители, микшерные пульты и столы
- S1nn GmbH & Co.
- Soundcraft — микшерные пульты
- Studer — микшерные пульты
- HALOsonic — звуковые системы активного шумоподавления внутри салона автомобиля и предупреждения пешеходов о приближающемся транспортном средстве[8]
- DOD — продукция для гитар